# Выбор-Курбатово
«Вы́бор-Курба́тово» — российский футбольный клуб из Воронежа. Клуб основан в 1997 году, домашние матчи проводил на стадионе «Дом спорта», и «Центральном стадионе профсоюзов». Выступал в зоне «Центр» Второго дивизиона России. 13 марта 2015 года было принято решение о ликвидации клуба в связи с финансовыми проблемами.

## История клуба
Первый официальный матч команда «Курбатово», до 2013 года представлявшая одноимённый посёлок Нижнедевицкого района Воронежской области, провела 11 августа 1997 года. С 2004 года клуб принимал участие в чемпионате Воронежской области. В 2012 году команда стала вице-чемпионом, а на следующий год — чемпионом области. Клуб также выигрывал Кубок Воронежский области в сезонах 2012 и 2013. В 2012 году «Выбор-Курбатово» также выступал в розыгрыше Кубка МОА «Черноземье». В 2013 году воронежская команда приняла участие в Третьем дивизионе России. Команда, в составе которой числились в основном воронежские воспитанники, прошла весь турнир без поражений и выиграла как зональный, так и финальный турниры. 13 мая 2014 года Аттестационная комиссия ПФЛ приняла решение выдать лицензию воронежскому клубу на участие во втором дивизионе.
Сезон-2014/15 команда провела на профессиональном уровне, заняла 11-е место в зоне «Центр» второго дивизиона, в Кубке России пройдя в 1/256 финала московский «Солярис» (победа в гостях — 1:0), в 1/128 турнира «Выбор-Курбатово» уступил землякам из «Факела» — 1:2.
В 2016 году был основан новый клуб «строителей элеваторов» под названием «ЧернозёмАгромаш», заявившийся в сезоне 2017 в чемпионате Воронежской области, где в первом же сезоне занял первое место по итогам областного первенства. Воронежская команда переняла дизайн логотипа исчезнувшего «Выбор-Курбатово».
В качестве начальника ФК «ЧернозёмАгромаш» фигурирует Валерий Анохин — некогда генеральный директор расформированного клуба «Выбор-Курбатово».

## История названий
- 1997—2007, 2010 — «Курбатово»
- 2008 — «Центр-ГАЗ-Курбатово»
- 2009 — «Янтарь-Курбатово»
- 2011—2015 — «Выбор-Курбатово»*

Примечание. Титульным спонсором клуба являлась строительная компания «Выбор» депутата областной думы Александра Цыбаня.